# Trefärgad amadin
Trefärgad amadin (Erythrura tricolor) är en fågel i familjen astrilder inom ordningen tättingar.

## Utbredning och systematik
Fågeln förekommer i Små Sundaöarna (Timor, Wetar, Babar, Damar, Romang, Tanimbar). Den behandlas som monotypisk, det vill säga att den inte delas in i några underarter.

## Status
Fågeln har ett begränsat utbredningsområde, men beståndet anses vara stabilt. IUCN kategoriserar arten som livskraftig.